# Bjursås
Bjursås /'bjʉː̠ʃˌɔs/ est une localité suédoise située dans la commune de Falun. Il y a environ 2 000 habitants. Des touristes, dont une grande partie vient de Stockholm, visitent la station de ski pendant l'hiver. Une grande partie de la population fait la navette jusqu'à Falun ou travaille dans l'industrie forestière locale.

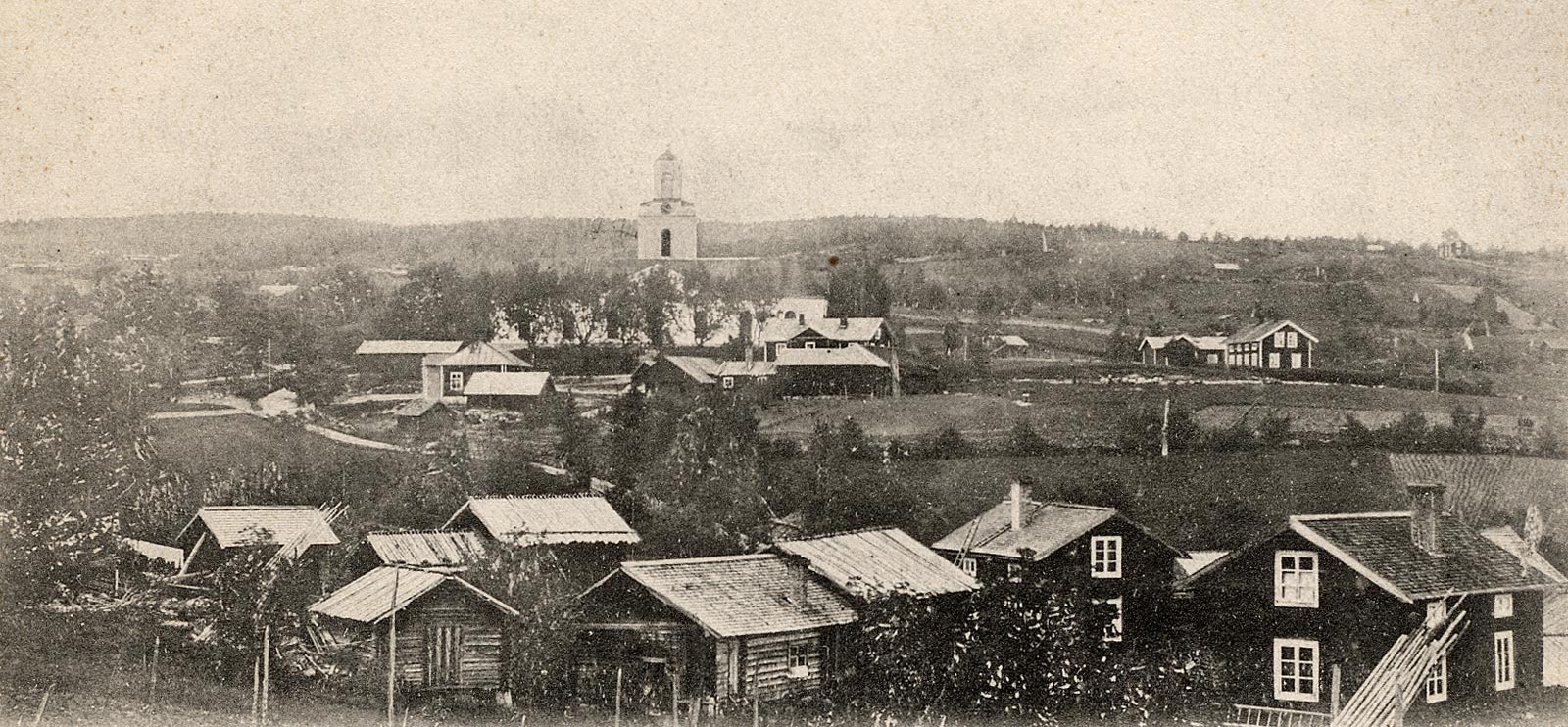
Bjursås vers 1900.